# Dictyophara frontalis
Dictyophara frontalis är en insektsart som beskrevs av Melichar 1912. Dictyophara frontalis ingår i släktet Dictyophara och familjen Dictyopharidae. Inga underarter finns listade i Catalogue of Life.